# برنامج الطاقم التجاري
برنامج الطاقم التجاري (سي سي بّي) هو برنامج رحلات فضائية بشرية تديره وكالة ناسا، بالتعاون مع شركتي الفضاء الجوي الأمريكيتين بوينج وسبيس إكس. يشمل البرنامج إطلاق مهمات إلى محطة الفضاء الدولية (آي إس إس)، ونقل الأطقم البشرية من وإلى محطة الفضاء الدولية على متن كبسولتي ستارلاينر التابعة لبوينج وكرو دراجون التابعة لسبيس إكس، في أولى الرحلات الفضائية المدارية المأهولة المُدارة من قبل شركات خاصة. يأتي هذا البرنامج بعد مشاركة ناسا في برنامج سويوز، الذي كانت تعتمد عليه لنقل روادها إلى محطة الفضاء الدولية بعد تقاعد برنامج مكوك الفضاء عام 2011. سترسل كل مهمة في برنامج الطاقم التجاري ما يصل إلى أربعة رواد فضاء إلى محطة الفضاء الدولية على متن ستارلاينر أو كرو دراجون، مع توفر خيار حمل رائد فضاء خامس. ستُحمل كرو دراجون على متن مركبة الإطلاق فالكون 9 بلوك 5 وستعود إلى الأرض عن طريق الهبوط على سطح المحيط الأطلسي. ستُطلق ستارلاينر على متن مركبة الإطلاق أطلس 5 إن 22 وستهبط على الأرض بمساعدة وسائد هوائية في أحد المواقع الأربعة المُحددة في غرب الولايات المتحدة. من المقرر أن تُطلق أول مهمة تشغيلية لسبيس إكس في البرنامج في نهاية أكتوبر عام 2020، بينما من المقرر إطلاق مهمة بوينج الأولى في عام 2021، وفي 5 يونيو 2024 انطلقت مركبة ستارلاينر الفضائية التابعة لشركة بوينغ من فلوريدا باتجاه محطة الفضاء الدولية وتحمل على متنها رواد فضاء للمرة الأولى، و ذلك بعد عدة من  التأجيلات المتتالية التي استمرت أعوام وإلغاء محاولتي إقلاع في اللحظات الأخيرة خلال شهر واحد.
بدأ تطوير برنامج الطاقم التجاري في عام 2011 بعد إجراء تعديلات على برنامج تطوير الطاقم التجاري (سي سي دي إس في) وهو مبادرة لقانون الإنعاش الاقتصادي هدف في الأساس إلى تمويل عملية تطوير تكنولوجيا رحلات الفضاء البشرية المختلفة في القطاع الخاص. في حين أن ناسا تصورت سابقًا مركبات طاقم مُطورة داخليًا لإطلاق الرحلات من وإلى محطة الفضاء الدولية، مثل طائرة الفضاء المدارية في أوائل العقد الأول من القرن الحادي والعشرين ومركبة أوريون الفضائية في أواخر العقد الأول من القرن الحادي والعشرين، نظرت الوكالة بدلًا من ذلك إلى الشركات التجارية لنقل رواد الفضاء إلى محطة الفضاء الدولية، بعد إلغاء برنامج كونستيلشن في عام 2010 وإعادة تخصيص مركبة أوريون لرحلات استكشاف الفضاء العميق المأهولة فقط. شهدت سلسلة من المنافسات المفتوحة على مدى العامين التاليين محاولات ناجحة من بوينج وبلو أوريجين وسبيس إكس وسييرا نيفادا كوربوريشن لتطوير مركبات مُقترحة لنقل رواد الفضاء إلى محطة الفضاء الدولية. اختارت ناسا بوينج وسبيس إكس في نهاية المطاف في سبتمبر 2014 للقيام بتلك المهمة، على الرغم من أن القرار قوبل بتحدي قانوني غير ناجح من سييرا نيفادا. في حين أنه خُطط لإطلاق المهام التشغيلية الأولى للبرنامج في عام 2017، فقد أخرت العديد من المشكلات أثناء تصميم واختبار وتشغيل المركبات الفضائية ومركبات الإطلاق الرحلات التشغيلية الأولى إلى عامي 2020 و2021، ما أجبر ناسا على الاعتماد على مركبة سويوز حتى مهمة سويوز إم إس 17 للتعويض عن التأخير. أُطلقِت الرحلة التجريبية النهائية لكرو دراجون في مايو 2020، بينما من المقرر إطلاق الرحلة التجريبية النهائية لستارلاينر في عام 2021، قبل المهام التشغيلية الأولى لشركة بوينج.

## خلفية
في عام 2004، دعت لجنة الدريدج - التي أسسها الرئيس جورج دبليو. بوش في أعقاب كارثة مكوك كولومبيا الفضائي – إلى إطلاق رحلات مأهولة إلى القمر في تقريرها النهائي. بعد قانون تفويض وكالة ناسا لعام 2005، تأسس برنامج كونستيلشن، والذي وضع تصورًا لمركبة طاقم استكشافية مُعدلة تسمى أوريون تقوم برحلات مأهولة متناوبة إلى محطة الفضاء الدولية (آي إس إس) بالإضافة إلى تحقيق أهداف استكشاف القمر. حلّت مركبة أوريون محل طائرة الفضاء المدارية، التي صُممت خصيصًا لحمل رواد الفضاء من وإلى محطة الفضاء الدول في عام 2009، توصلت لجنة أوغسطين المُعينة من قبل الرئيس باراك أوباما إلى أن تمويل البرنامج وموارده لم تكن كافية لتحقيق أهدافه دون حدوث تأخير كبير في جدول العمل وبدون تمويل إضافي بقيمة 3 مليارات دولار، ما دفع ناسا للبدء في التفكير في بدائل للبرنامج. أُلغي برنامج كونستيلشن رسميًا في عام 2010، مع قيام ناسا بإعادة توظيف مركبة أوريون للاستكشاف خارج مدار الأرض، والتعاون مع شركاء تجاريين لإطلاق مهمات مأهولة إلى محطة الفضاء الدولية بالإضافة للقيام بأنشطة مأهولة أخرى في مدار أرضي منخفض بعد تقاعد برنامج مكوك الفضاء في 2011. ستنهي الخطط الجديدة أيضًا اعتماد ناسا على برنامج سويوز التابع لوكالة الفضاء الروسية (روسكوزموس) لإرسال رواد الفضاء الأمريكيين إلى محطة الفضاء الدولية.

## المركبات الفضائية
سيستعين برنامج الطاقم التجاري بمركبة كرو دراجون التابعة لسبيس إكس ومركبة ستارلاينر التابعة لبوينج لنقل رواد الفضاء من وإلى محطة الفضاء الدولية. كلتا المركبتين الفضائيتين آليتان ويمكن التحكم بهما يدويًا في حالة الطوارئ عبر شاشات تعمل باللمس. تتميز قمرة طاقم المركبتين الفضائيتين بحجم يساوي 11 مترًا مكعبًا (390 قدمًا مكعبًا) مملوء بالهواء المضغوط، ويمكن أن تحمل ما يصل إلى سبعة رواد فضاء، على الرغم من أن ناسا سترسل فقط ما يصل إلى أربعة رواد في كل مهمة في البرنامج؛ مع وجود مقعد خامس متاح لناسا. سيُستخدم نظام إرساء ناسا أيضًا من قبل كلتا المركبتين الفضائيتين للالتحام بمحطة الفضاء الدولية، ليحل محل آلية الرسو المشتركة التي استخدمتها المركبات الفضائية لخدمات النقل المداري التجارية السابقة مثل الجيل الأول من مركبة دراجون، ويمكن أن ترسو كلتا المركبتين لمدة تصل إلى 210 يومًا على محطة الفضاء الدولية. بالإضافة إلى ذلك، صُممت المركبتان الفضائيتان وفق معايير السلامة الخاصة بناسا بحيث لا يتجاوز احتمال الفشل الكارثي نسبة 1 على 270، الذي هي أعلى من احتمال مكوك الفضاء البالغ 1 على 90.
مركبة كرو دراجون سبيس إكس هي إحدى نسخ فئة مركبات دراجون 2 الفضائية، التي هي نسخة مطورة من الجيل الأول لمركبة دراجون. يبلغ عرضها 3.7 متر (12 قدم)، وارتفاعها 4.4 متر (14 قدم) بدون جذعها، و7.2 متر (24 قدم) مع جذعها. في حين سيجري التخلص من جذوع المركبات في نهاية كل رحلة، صُممت مقصورة الطاقم لتكون قابلة لإعادة الاستخدام، وتفكر ناسا وسبيس إكس في استخدام المركبات المُستعملة سابقًا في مهام لاحقة. بدلًا من ذلك، يمكن إعادة استخدام مركبة كرو دراجون الفضائية كمركبات كارجو دراجون غير مأهولة لاستخدامها في مهام خدمات إعادة التزويد التجارية 2 الخاصة بسبيس إكس، مع قدرة كل مركبة على الطيران حتى خمس مرات. يمكن لمركبة كرو دراجون قضاء ما يصل إلى أسبوع في رحلة تحليق حرّ دون الالتحام بمحطة الفضاء الدولية. جُهزت كل مركبة من مركبات كرو دراجون بنظام هروب في حالة فشل الإطلاق يتكون من ثماني محركات من نوع سوبردراكو خاصة بسبيس إكس، والتي يوفر كل منها قوة دفع تساوي 71000 نيوتن (16000 رطل قوة). في حين أن هذه المحركات كانت تهدف في الأصل إلى إجراء دفع كبحي عند هبوط على سطح الأرض، إذ جُهزت أول مركبة اختبار بهذه القدرة، لكن جرى التخلي عن هذه الخطط في نهاية المطاف لصالح الهبوط التقليدي على سطح المحيط الأطلسي. وفقًا لعقد نظام نقل الطاقم التجاري (سي سي تي كاب) الخاص بسبيس إكس، سيكلف كل مقعد على متن كرو دراجون ما بين 60 و67 مليون دولار أمريكي، بينما قدر مكتب المفتش العام (أوه آي جي) التابع لناسا الكلفة الأساسية بنحو 55 مليون دولار أمريكي.